# Strumella lanifera
Strumella lanifera är en fjärilsart som beskrevs av Hans Daniel Johan Wallengren 1860. Strumella lanifera ingår i släktet Strumella och familjen ädelspinnare. Inga underarter finns listade i Catalogue of Life.